# Grzmiąca
Grzmiąca es un pueblo de Polonia, en Mazovia.  Se encuentra en el distrito (gmina) de Wyśmierzyce, perteneciente al condado (Powiat) de Białobrzegi. Se encuentra aproximadamente a 3 km al oeste de Wyśmierzyce, 13 km al oeste de Białobrzegi, y a 69 km  al sur de Varsovia. 
Entre 1975 y 1998 perteneció al voivodato de Radom.